# Сельцер, Венди
Ве́нди Се́льцер (англ. Wendy Seltzer) — американский юрист и сотрудница Консорциума Всемирной паутины.

## Биография
Сельцер получила степень бакалавра искусств в Гарвард-колледже и докторскую степень на юридическом факультете Гарвардского университета. Она также владеет языком программирования Perl.
Ранее она работала в принстонском Центре политики информационных технологий. Сельцер также является сотрудником Беркмановского центра Интернета и общества от Гарвардского университета, где она основала и возглавляет информационный центр Chilling Effects, который направлен на оказание помощи пользователям Интернета в понимании своих прав в контексте требований прекратить нарушения, связанные с интеллектуальной собственностью, и другими правовыми требованиями.
Сельцер входил в совет директоров проекта Tor и World Wide Web Foundation. Будучи бывшим сотрудником по особым поручениям по связям с советом директоров ICANN, она выступает за повышения прозрачности организации, а также за усиление защиты конфиденциальности пользователей Интернета.
Ранее она была приглашённым доцентом в школе права Северо-Восточного университета и Бруклинской школе права, была сотрудником проекта информационного общества Йельской школы права. До этого она была штатным юристом Electronic Frontier Foundation, специализировалась в области интеллектуальной собственности и вопросов свободы слова.